# Józef I z Jerozolimy
Józef I z Jerozolimy – czternasty biskup Jerozolimy. Lata jego urzędowania nie są znane.